# Бруклинско-Будапештский вазописец

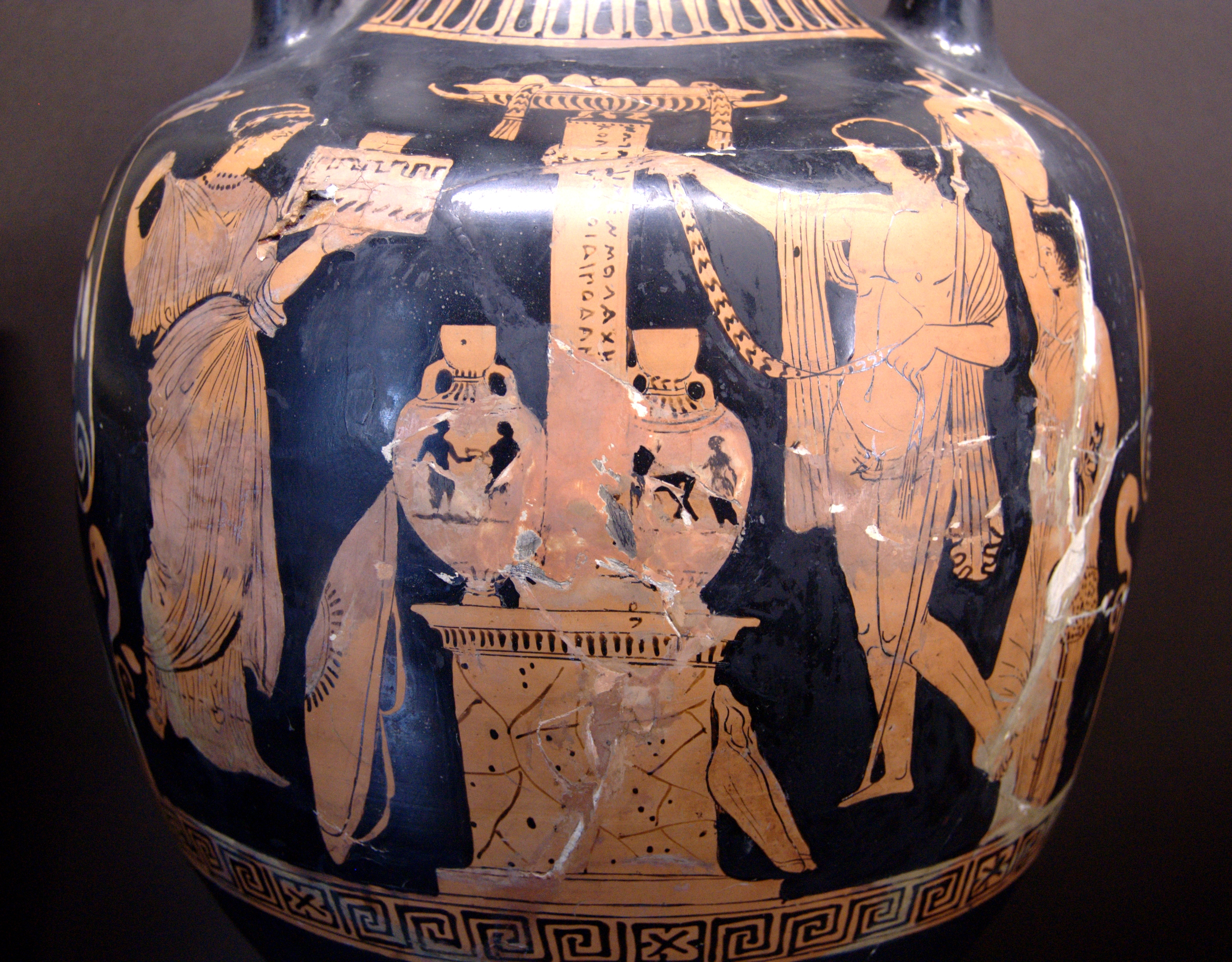
Псевдопанафинейская амфора с изображением: Героический культ Эдипа, Бруклинско-Будапештский вазописец, Лувр

Бруклинско-Будапештский вазописец (англ. Brooklyn-Budapest Painter, нем. Brooklyn-Budapest-Maler) — анонимный греческий вазописец середины 4 века до н. э.
На раннем этапе творческого наследия именовался вазописец Лондонской пелики. Ранее считался апулейским вазописцем, однако сейчас большинство исследователей склоняются к тому, что Бруклинско-Будапештский вазописец творил в Лукании.

## Основные работы
- апулейская псевдопанафинейская амфора с изображением сцены героического культа Эдипа, датированная 380—370 годами до н. э. из Лукании. Ныне хранится в Лувре (K531)[2].
- ваза с изображением Диониса и его тиасоса, датированная 380—360 до н. э, Британский музей, Лондон[3].
- ваза Безумие Ликурга, датированная 400—375 до н. э., Национальный музей, Неаполь[4].
- несторида Орест с двумя эриниями, датированная 380—360 до н. э., Национальный музей, Неаполь[5].